# دهستان بیرون‌بشم
دهستان بیرون بشم، دهستانی است از توابع بخش مرزن آباد شهرستان چالوس در استان مازندران.
شامل روستاهایی مانند:سیرگاه،گویتر،به کله،و... است
جمعیت این دهستان بر اساس سرشماری سال ۱۳۸۵ در حدود (۱۶۰۲ خانوار) ۵۸۵۲ نفر است.